# Pol Sax
Pol Sax (* 1960 in Schifflingen) ist ein luxemburgischer Schriftsteller.

## Leben und Karriere
Er studierte Germanistik und Philosophie an der Universität Heidelberg und an der Université libre de Bruxelles. Pol Sax war zunächst in der Gastronomie tätig, u. a. als Betreiber der Heidelberger Nudelfabrik von 1994 bis 1996. Anschließend arbeitete er bis 1999 als Barmann.
Seit 2001 lebt Pol Sax als freier Autor in Berlin. Er schreibt Rezensionen zur deutschsprachigen Literatur für den Saarländischen Rundfunk, sowie für Internetforen wie fackel.de. 2008 debütierte er mit dem Roman U5 (Elfenbein Verlag), benannt nach der U-Bahn-Linie in Berlin, die die Kulisse für eine komplexe Beziehungsgeschichte um drei gesellschaftliche Randfiguren darstellt. Der künstlerische Schaffensprozess, das Leben am Rande bürgerlicher Lebensformen sowie soziale und kommunikative Suchbewegungen zwischen Liebessehnsucht, Einsamkeit und Beziehungserinnerungen sind zentrale Merkmale des Romans, der Tod und Schuld thematisiert.
Für die Arbeit an dem Romanprojekt Pulilux / Der fliegende Robert über einen arbeitslosen Malermeister und Junggesellen, der eine Tätigkeit als Vertreter für Vorwerk-Staubsauger annimmt, erhielt Pol Sax 2002 das Stipendium des Förderkreises Deutscher Schriftsteller in Baden-Württemberg. Außerdem wurde ihm 2009 der Luxemburgische Literaturpreis Prix Servais verliehen.

## Auszeichnung
- 2009: Prix Servais für U5 (2008)

## Bibliographie
- Pol Sax: U5 Roman, Elfenbein Verlag, Berlin 2008, ISBN 978-3-932245-94-7